# Serenade (Silvestrov)
Serenade voor strijkorkest is een compositie uit 1978 van de Oekraïense componist Valentin Silvestrov.

## Geschiedenis
Het werk is weer een stap in de richting in de ontwikkeling van Silvestrov. In zijn latere leven componeerde hij eigenlijk muziek voor bij liederen, maar dan zonder tekst. Een voorloper daarvan is dit werk; een serenade is een lied, maar dit werk is puur instrumentaal.

## Compositie
Dit eendelig werk van ongeveer 15 minuten is geschreven voor een strijkorkest bestaande uit:
- vijf eerste violen;
- vijf tweede violen;
- vier altviolen;
- drie cello’s;
- twee contrabassen.

De instrumentalisten spelen elk hun eigen partij; er zijn dus 19 solisten. De componist heeft het werk in 2004 gereviseerd.          

## Première
De eerste uitvoering vond plaats te Kiev, Orkest Perpetuum Mobile o.l.v. Igor Blasjkof op 23 mei 1983.

## Bron en discografie
- Uitgave Olympia Compact Discs Ltd.; Musica Vita Kamer Orkest o.l.v. Alexander Rudin.